# Kircherita
La kircherita és un mineral de la classe dels silicats que pertany al grup de la cancrinita. Rep el nom en honor d'Athanasius Kircher (1602-1680), un estudiós jesuïta alemany que va publicar al voltant de 40 obres, algunes de les quals van tractar sobre magnetisme, geologia, mineralogia i vulcanologia. Fou el fundador del museu del Collegium Romanum el 1651, que es coneix com a museu Kircherià. Actualment conté col·leccions d'antiguitats romanes, etrusques i egípcies, incloent-hi mòmies i grans col·leccions d'objectes naturals, com ara minerals i pedres precioses.

## Característiques
La kircherita és un silicat de fórmula química Na₅Ca₂K(Al₆Si₆O₂₄)(SO₄)₂·0,33H₂O. Va ser aprovada com a espècie vàlida per l'Associació Mineralògica Internacional l'any 2010. Cristal·litza en el sistema trigonal.
Segons la classificació de Nickel-Strunz, la kircherita pertany a «09.FB - Tectosilicats sense H₂O zeolítica amb anions addicionals» juntament amb els següents minerals: afghanita, bystrita, cancrinita, cancrisilita, davyna, franzinita, giuseppettita, hidroxicancrinita, liottita, microsommita, pitiglianoïta, quadridavyna, sacrofanita, tounkita, vishnevita, marinellita, farneseïta, alloriïta, fantappieïta, cianoxalita, balliranoïta, carbobystrita, depmeierita, bicchulita, danalita, genthelvita, haüyna, helvina, kamaishilita, lazurita, noseana, sodalita, tsaregorodtsevita, tugtupita, marialita, meionita i silvialita.

## Formació i jaciments
Va ser descoberta a la vall de Biachella, a la localitat de Sacrofano, a la província de Roma (Laci, Itàlia). Es tracta de l'únic indret de tot el planeta on ha estat descrita aquesta espècie mineral.